# Albertfalvai katonai repülőtér
Az albertfalvai katonai repülőtér az első világháború idején az első magyar katonai repterek egyike volt Magyarországon. A mellette lévő Magyar Léghajó és Repülőgép Rt. kísérleti repülőtere volt Albertfalván. A repülőtér a gyártól egészen a Fehérvári útig húzódott, a háború alatt több hadikiállítást rendeztek itt.
A trianoni békeszerződés értelmében, Magyarország nem rendelkezhetett katonai légierővel. Ennek elegettéve a repülőgépgyárat és a hozzátartozó repülőteret eladták, az új tulajdonos Neuschloss-Lichtig Faipari Rt. vette meg 1920 januárjában. A vállalat új neve A Neuschloss-Lichtig Repülőgépgyár és Faipar Rt. lett.
A katonai gépek tilalma miatt csak polgári gépeket gyártottak, de az 1921. augusztusában Magyarországra érkező nemzetközi bizottság minden arra alkalmas gépet, elkészült repülő és repülőgépmotort megsemmisített.
Az Aero magazin 1922-ben közölt fényképén a repülőteret repülés hiányában felszántották.

## Külső hivatkozások
- Az elfeledett albertfalvai repülőgépgyár, ami örökre megváltoztatta a katonai repülést 24.hu

1. ↑  Az első repülőgépgyár, ami aztán… bútort gyártott? (magyar nyelven). ITT HONRÓL HAZA, 2023. november 22. (Hozzáférés: 2025. január 21.)